# Imre Ámos
Imre Ámos (1907, Nagykálló – 1944, Durynsko, Německo) byl maďarský malíř.

## Život

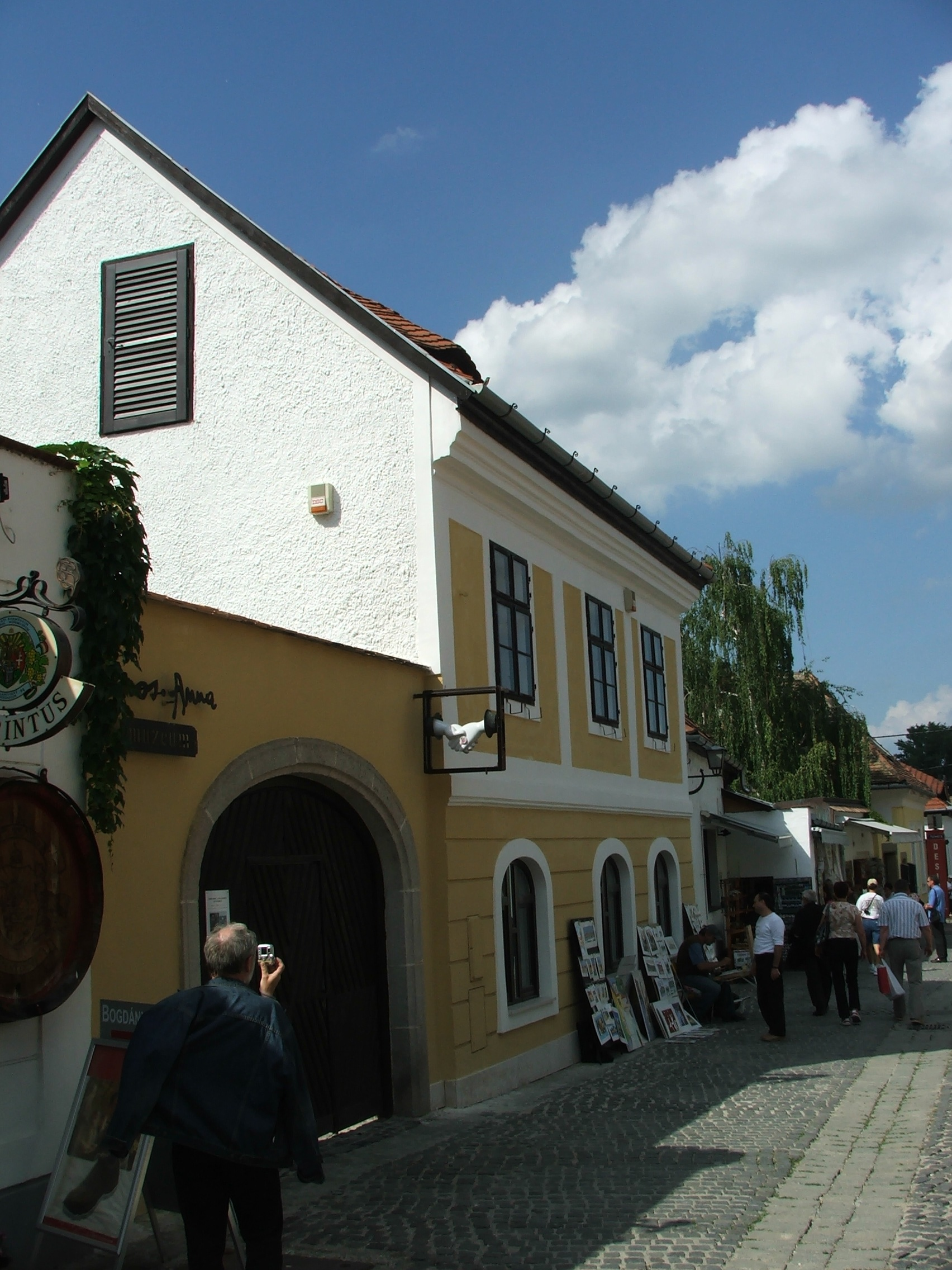
Muzeum Imreho Amose a Margit Anny v Szentendre.

V letech 1927-1929 studoval na technickém učení v Budapešti, poté přestoupil na uměleckou školu a stal se žákem Gyuly Rudnaye. Poté se oženil s malířkou Margit Annou.
Své rané práce maloval pod vlivem Józsefa Rippl-Rńaie a Róberta Berénye. Od poloviny třicátých let je v jeho díle parný vliv Chagalla, v roce 1936 byl zvolen za člena nové umělecké kolonie v Szentendre, toto členství jej opravňovalo pracovat tam v letních měsících. V roce 1937 odcestoval společně se svou manželkou do Paříže, kde se osobně poznal se Chagallem. O rok později 1938 se stal členem Národního salonu.
Od roku 1940 byl často na nucených pracích. Možná pro jeho nejistý osud se v tomto období kresba téměř stala jeho výhradním výtvarným nástrojem. Jeho série Temné časy a skicák Szolnok z roku 1944 jsou šokující připomínkou posledních let malíře. Zemřel v létě 1944 v Německu.
Některé jeho kresby zpodobňující utrpení a hrůzy druhé světové války jsou vystaveny v Muzeu Imre Ámose a Margit Anny v Szentendre.